# 達姆甘之戰
1063年，塞爾柱帝國的阿爾普·阿爾斯蘭與庫塔爾米什在伊朗達姆甘爆發繼承權戰爭。結果阿爾斯蘭獲勝並繼任蘇丹。

## 經過
1063年9月4日，塞爾柱帝國蘇丹圖赫里勒·貝格過世，由於沒有直系子孫，貴族們商討後決定依照由圖赫里勒最小的姪子蘇萊曼·恰格勒繼任蘇丹。然而，前朝重臣庫塔爾米什主張他才是王室成員中最年長者，在哥爾格堡壘召集突厥舊部以及耶拿人（Yinal）起兵爭奪蘇丹大位。另一方面，遠在呼羅珊省的小蘇丹之兄阿爾斯蘭也同樣覬覦王位而起事。
11月15日，庫塔爾米什與弟弟雷素（Resul）的部隊先行抵達帝國首都雷伊城。原先支持小蘇丹的前任維齊爾阿爾·昆達里由於害怕庫塔爾米什，轉而向阿爾斯蘭求援，得知此事的庫塔爾米什兄弟擊敗前維齊爾的部隊並開始圍攻首都。稍後，為迎戰前來救援的阿爾斯蘭軍，庫塔爾米什解除圍城並向東移師，擊退了阿爾斯蘭的先鋒隊。.
阿爾斯蘭率領主力來到達姆甘附近，庫塔爾米什截斷河道製造沼澤，試圖拖延對方前進，然而阿爾斯蘭仍是順利率軍橫越沼澤發動攻擊，屈居下風的庫塔爾米什率軍撤退。雖然他本人順利帶領部隊回到堡壘，其弟以及嫡子蘇萊曼沙阿一世皆被阿爾斯蘭俘虜。12月7日，庫塔爾米什在行軍經過丘陵地時意外墜馬身亡，整場戰事也戲劇性的告終。
獲勝的阿爾斯蘭於1064年4月27號正式登基為蘇丹，他赦免了被俘的蘇萊曼並流放他，後來開創魯姆蘇丹國的蘇萊曼回憶，阿爾斯蘭在戰後看到的庫塔爾米什屍體時難過的落淚。

## 資料來源
1. ↑  Basan, Osman Aziz. . Routledge. 2010-06-24  [2018-01-13] –Google Books.
2. ↑  Merkezi, Türkiye Diyanet Vakfı İslam Araştırmaları. . www.islamansiklopedisi.info.   [2018-01-13]. （原始内容存档于2015-12-28）.
3. ↑   Gibbon, Edward（愛德華·吉朋）. . 席代岳譯. 臺灣: 聯經出版公司. 2004. ISBN 957-08-2771-8.